# Herman Moll
Herman Moll (oko 1654. − London, 22. rujna 1732.), kartograf, graver i izdavač koji je djelovao u Londonu koncem 17. odnosno početkom 18. stoljeća.

## Životopis
Mjesto rođenja H. Molla je nepoznato, kao i njegovo podrijetlo. Zbog čestih putovanja u Nizozemsku neki pretpostavljaju da je rođen u Amsterdamu ili Rotterdamu, dok ga drugi na temelju prezimena smatraju Nijemcem iz Bremena. Moll se 1678. godine preselio u Englesku i otvorio je knjižaru u Londonu. Zemljovide je počeo izrađivati služeći se starijim radovima J. Senexa i E. Bowena, a od 1690-ih radio je kao graver za ugledne izdavače. Tih godina izdaje Thesaurus Geographicus, svoj prvi nezavisni rad koji je postigao veliki poslovni uspjeh što ga je nagnalo da se okuša kao samostalni izdavač. Sljedeća tri desetljeća izradio je više kvalitetnih atlasa među kojima su najznačajniji Atlas Manuale iz 1709., The World Described iz 1715., Atlas Geographus iz 1717., te Atlas Minor iz 1719. godine. Mollova inovacija bili su tzv. džepni globusi na koje je često uključivao opise pomorskih putovanja i istraživanja svojih prijatelja. Njegov opus upamćen je po iznimnoj kvaliteti, ali i po političkoj motiviranosti. Jedan od takvih primjera je nazivanje Atlantskog oceana „morem Britanskog Carstva”.
Moll je bio vrlo aktivan u ondašnjim londonskim intelektualnim krugovima i neki od njegovih bliskih prijatelja bili su R. Boyle, R. Hooke i W. Dampier. Suradnja s potonjim bila je od izuzetne obostrane koristi − Moll je prilikom izrade zemljovida imao uvid u najnovije hidrografske podatke s Dampierovih putovanja, dok je Dampier uspješno prodavao svoje putopise upotpunjene Mollovim ilustracijama. Sličnu suradnju Moll je ostvario i s D. Defoeom (autor Robinson Crusoea), a posebno plodna bila je ona s J. Swiftom koji je Molla ovjekovječio kao lika u Gulliverovim putovanjima (IV. 7.). H. Moll preminuo je u Londonu 22. rujna 1732. godine.

## Opus
- Thesaurus Geographicus (1695.)
- A System of Geography (1701.)
- A History of the English Wars (1705.)
- The History of the Republick of Holland (1705.)
- A Description of all the Seats of the present Wars of Europe (1707.)
- Fifty-Six new and accurate Maps of Great Britain (1708.)
- The Compleat Geographer (1709.)
- Atlas Manuale (1709.)
- A View of the Coasts, Countries, and Islands within the limits of the South-Sea-Company (1711.)
- Atlas Geographus (1717.)
- The World Described (1715.)
- Atlas Minor (1719.)
- Thirty two new and accurate Maps of the Geography of the Ancients (1721.)
- A Set of fifty New and Correct Maps of England and Wales (1724.)
- A Set of thirty-six New and Correct Maps of Scotland (1725.)
- A Set of twenty New Maps of Ireland (1728.)
- Roads of Europe (1732.)

## Poveznice
- Povijest kartografije